# امانوئل بنجامین
امانوئل بنجامین (انگلیسی: Emanuel Benjamín؛ زادهٔ ۱۴ ژوئیهٔ ۲۰۰۷) بازیکن فوتبال اهل ایتالیا است.
وی همچنین در تیم ملی فوتبال زیر ۱۷ سال ایتالیا بازی کرده است.